# Soline
Soline so območje ob morju, urejeno za poletno pridobivanje soli iz morske vode. 
Soline sestavljajo solna polja (izparilni in kristalizacijski bazeni), dovodni in odvodni kanali, bregovi s kamnitimi zidovi, zapornice, solinske hiše, poti, mostovi, črpalke ... Zapuščene oz. opuščene soline nudijo zatočišče številnim živalim, saj v solinah najdemo raznovrstne ekosisteme, kot so poloj, slana trata, slana mlaka, somorno močvirje. Primerne pogoje za življenje so našle različne živali, predvsem ptice, pa tudi številne vrste ptic selivk. 

## Nastajanje soli v solinah
V solinah nastaja morska sol, ki je pridobljena z zgoščevanjem in izhlapevanjem morske vode ter naravno kristalizacijo. Ta vsebuje največ telesu potrebnih mineralov, rafinirano sol, ki jo uporabljajo za kemično industrijo, pa očistijo mineralov, da dosežejo čim bolj čist natrijev klorid. Iz kristalov na površini slanice nastaja solni cvet, ki dopolnjuje hrano s svojim okusom in vonjem. 
Sol se uporablja predvsem v kulinariki za izboljšanje okusa jedi ter zaradi vsebnosti pomembnih snovi, ki jih telo potrebuje. Prisotna pa je tudi v gospodinjstvu in sirarstvu, ter v kozmetiki, kjer ne uporabljajo samo soli, ampak tudi solinsko blato (fango) in slanico, ker blagodejno vplivata na kožo.

## Postopki pridobivanja soli v Piranskih solinah
Zgodovinsko gledano so Piranske soline obsegale Strunjanske soline, Sečoveljske soline in nekdanje Lucijske soline. Danes v solinah pri Sečovljah in Strunjanu sol pridobivajo s posodobljeno paško metodo, ki združuje kristalizacijske bazene (t.i. cavedine) na enem območju, vanje pa uvajajo slanico iz izparilnih bazenov z različnimi stopnjami izhlapevanja. Razmerje med izparilnimi in kristalizacijskimi bazeni je 7:1. Slanice iz bazena v bazen nič več ne pretakajo s črpalkami na veter, ampak so v uporabi motorne. Tradicionalno paško metodo pridobivanja soli na petoli so morali posodobiti zaradi velikih proizvodnih stroškov. Ob posodobitvi proizvodne metode so opustele nekdanje solinarske hiše, saj je poletno bivanje solinarjev v solinah zamrlo. Prikaz pridobivanja soli s tradicionalno paško metodo si je danes mogoče v poletnih mesecih  ogledati le med obiskom Muzeja solinarstva na predelu Fontanigge v Sečoveljskih solinah, ki ga upravlja Pomorski muzej »Sergej Mašera« Piran.

## Gospodarski pomen solin v severnem Jadranu
Soline v severnem Jadranu so imele stoletja zelo velik vpliv na gospodarstva držav in mestnih državic na tem področju. Bile so povod za veliko političnih sporov in vojn. Sol je bila zaradi svoje uporabnosti dragocena surovina in strateško trgovsko blago. Pomembna je bila za konzerviranje hrane in za proizvodnjo smodnika.

## Ogroženost solin
Med najbolj ogrožena mokrišča v Sredozemlju spadajo morske soline. Zaradi naravi neprijaznega razvoja v tem stoletju soline izginjajo. S tem izginja tudi bogato življenje, vezano na različne ekosisteme. Republika Slovenija se je v okviru politike varovanja bogate naravne dediščine vključila v prizadevanja za njihovo ohranjenje. Sečoveljske soline so kot mokrišče uvrščene tudi na seznam Ramsarskih lokalitet.

## Biološki pomen solin v Sloveniji
Na ta pomen solin na slovenski obali opozarja podatek, da na tem območju uspeva kar 45 vrst rastlin iz Rdečega seznama ogroženih vrst Slovenije. V solinah živi tudi manjše število kopenskih vretenčarjev. Med njimi najdemo tudi predstavnike pravih sredozemskih vrst. Najzanimivejša med njimi je etruščanska rovka, ki je najmanjši znani sesalec na svetu, primorska kuščarica in ostrouhi netopir. Slani bazeni nudijo okolje tudi vodnim živalim, med katerimi je solinski rakec, razne školjke in mnogoščetinci ter ribica solinarka. Številne ribje mladice se zaradi obilice hrane zadržujejo v bazenih, dokler se kasneje ne preselijo v morje. 
Soline so zelo privlačne za ornitologe, saj je bilo na njihovem območju opaženih preko 200 vrst ptic, okoli 90 pa jih je stalno naseljenih ali pa občasno gnezdijo, saj imajo idealne življenjske pogoje. Velike jate selivk se ustavljajo spomladi ali jeseni. Številne ptice tudi prezimujejo, na primer galebi, race, gosi, prodniki in martinci, nekatere ujede, predvsem pa lunji. Veliko je tudi čapelj. Najpogosteje opažena je mala bela čaplja, ki je tudi simbol Krajinskega parka Sečoveljske soline, siva, rjava in čopasta čaplja. Zelo redke vrste so rdečenogi polojnik, rumenonogi galeb, beločeli deževnik ter navadna in mala čigra.
Slanuše ali halofiti, kot pravimo rastlinam, ki uspevajo na slanih tleh, so velika zanimivost. Njihove skupne značilnosti so mesnati listi, so sočni in vsebujejo veliko natrijevega klorida v primerjavi z drugimi rastlinami. Z njimi so se nekoč prehranjevali tudi solinarji. 